# Etlingera velutina
Etlingera velutina är en enhjärtbladig växtart som först beskrevs av Henry Nicholas Ridley, och fick sitt nu gällande namn av Rosemary Margaret Smith. Etlingera velutina ingår i släktet Etlingera och familjen Zingiberaceae.

## Underarter
Arten delas in i följande underarter:
- E. v. longipedunculata
- E. v. velutina